# Heinrich Weyl

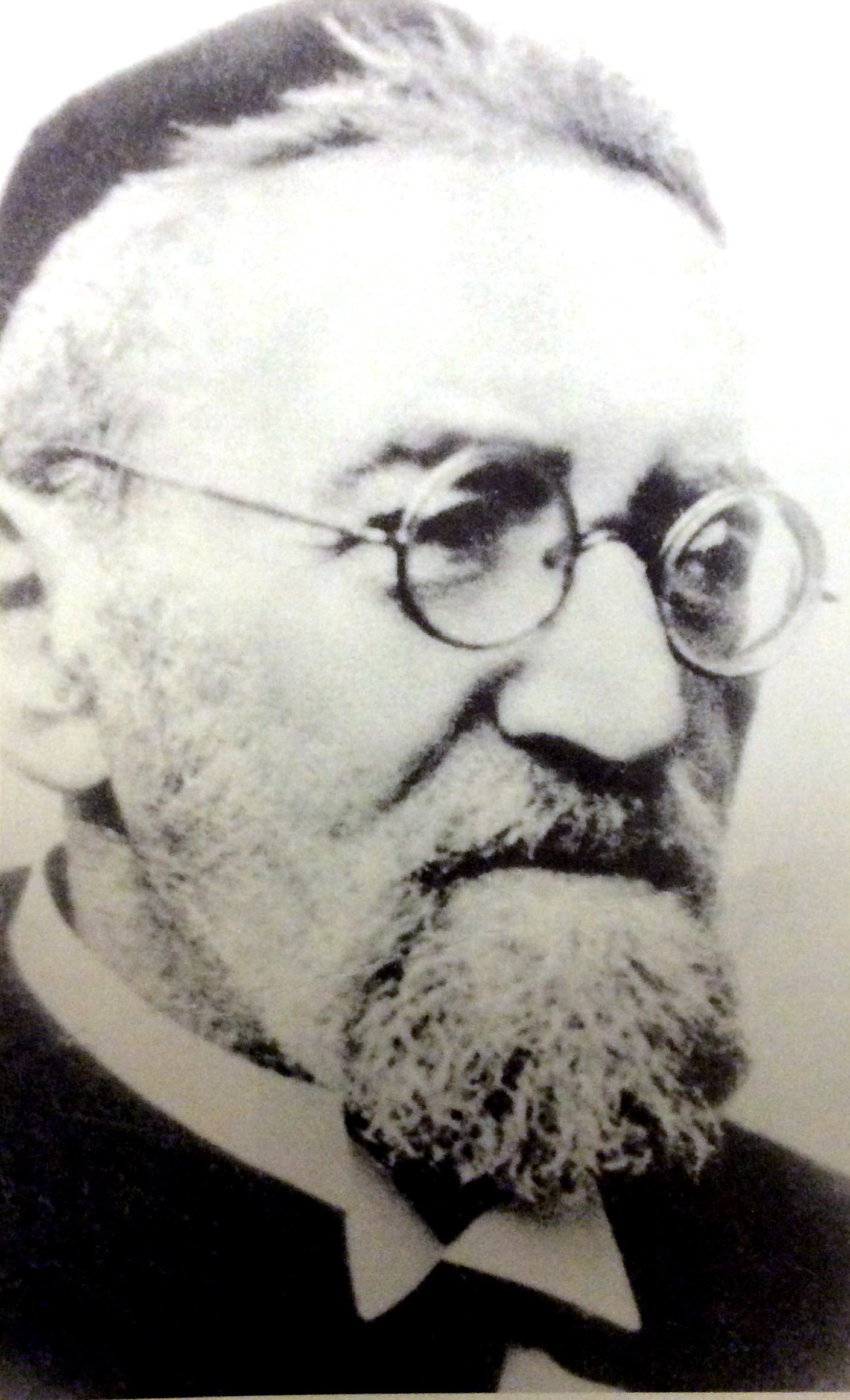
Heinrich Weyl

Heinrich Weyl (geboren 21. August 1866 in Rogasen, Provinz Posen; gestorben 18. November 1943 im KZ Auschwitz-Birkenau) war ein orthodoxer Rabbiner und Altphilologe.

## Leben

### Jugend und Ausbildung
Heinrich Weyls Vater, Meir Weyl, war ein Student des Rabbiners Akiba Eger. Sein Großvater war Rabbiner in Schwersenz und sein Bruder, Adolf Weyl, war Studienrat an der israelischen Realschule Frankfurt und Mitgründer von Misrachi.
Nach dem Abschluss des Gymnasiums in Altona im Jahre 1889, studierte er an der Universität in Berlin. Von 1892 bis 1894 war er Student des Rabbinerseminars zu Berlin und erhielt seine Rabbinerordination 1897. 1900 promovierte er in Bern mit der Dissertation: Die jüdischen Strafgesetze bei Flavius Josephus in ihrem Verhältnis zu Schrift und Halacha.

### Berufliche Tätigkeit
Von 1901 bis 1919 war er Rabbiner und Leiter der Religionsschule in Czarnikau, Posen, in der Nähe seines Geburtsortes. Unter seiner Leitung entstanden Ortsgruppen des Hilfsvereins der deutschen Juden und der Alliance Israélite Universelle, die sich nach dem Ersten Weltkrieg für Flüchtlinge aus Polen und Russland einsetzten. Er war Vorsitzender im Verein für jüdische Geschichte und Literatur und gründete zusammen mit einem evangelischen Pfarrer eine deutsche Sprachschule in Czarnikau.
Von 1920 bis 1938 war er Rabbiner der Israelitischen Religionsgesellschaft in Düsseldorf. Er war Mitglied des Vereins „Verein für die jüdischen Interessen des Rheinlandes“  und im „Verband der orthodoxen Rabbiner Deutschlands“. 1939 emigrierte er in die Niederlande und ließ sich in Amsterdam nieder. Dort wirkte er als Dozent für Judaistik an der Universität und unterrichtet in der jüdischen Gemeinde. 1943 wurde er in das Durchgangslager Westerbork deportiert und von dort in das KZ Auschwitz-Birkenau.
Weyl war als rabbinische Autorität bekannt und stand mit Rabbinern in Osteuropa in Verbindung, darunter Isaak Elchanan Spektor, jedoch ging ihre Korrespondenz in der Zeit des Nationalsozialismus verloren.

### Werke
In seiner Dissertation Die jüdischen Strafgesetze bei Flavius Josephus in ihrem Verhältnis zu Schrift und Halacha behandelt Weyl das Verhältnis zwischen den Schriften des Josephus und der Halacha sowie Philo von Alexandrien. Er setzt sich auseinander mit den Theorien von Abraham Geiger und Zacharias Frankel über die Entstehung der Septuaginta und der Mechilta. Bis heute ist es ein Standardwerk zu Josephus und der rabbinischen Literatur.

## Schriften
- Die jüdischen Strafgesetze bei Flavius Josephus in ihrem Verhältnis zu Schrift und Halacha. Berlin 1900. (Digitalisat)(Digitalisat)
- Geschichten um König David. (Das Manuskript verschwand während der Novemberpogrome)
- Die Berliner Rabbiner-Gutachten (L. Baeck, J. Bergmann, L. Blumenthal, J. Galliner, J. Lewkowitz, M. Warschauer, M. Weyl, M. Wiener, S. Weiße u. a.) In: Jüdisch-liberale Zeitung. Jahrgang 9, Nr. 8, 22. Februar 1929.